# Kay Kay Menon
Kay Kay Menon – indyjski aktor. 
Wzrastał w Ambarnath i Pune, (Maharashtra), kształcił się na uniwersytecie w Pune w marketingu. Zaczął karierę od aktorstwa teatralnego, zwłaszcza w TV, gdzie poznał żonę, aktorkę teatralną (Nivedita Bhattacharya). Zadebiutował w 1995 roku w filmie Naseem (1995). 
Jego najbardziej znane role - Sarkar i Deewaar (z Amitabh Bachchanem), Corporate, Black Friday, a ostatnio Honeymoon Travels Pvt. Ltd. i Life in a... Metro.

## Filmografia
| Rok  | Film                        | Rola                      | Uwagi       |
| ---- | --------------------------- | ------------------------- | ----------- |
| 2008 | Stoneman                    |                           | w produkcji |
| 2008 | Drona                       | Riz Raizada               | w produkcji |
| 2008 | Via Darjeeling              | Ankur Sharma              |             |
| 2008 | Maan Gaye Mughall-e-Azam    | Andaaz Haldi Hassan       |             |
| 2008 | Mumbai Meri Jaan            | Suresh                    |             |
| 2008 | Shaurya                     | Rudra Pratap Singh        |             |
| 2007 | Go                          | Nagesh Rao                |             |
| 2007 | Highway 203                 |                           | w produkcji |
| 2007 | Life in a... Metro          | Ranjeet                   |             |
| 2007 | Honeymoon Travels Pvt. Ltd. | Partho Sen                |             |
| 2007 | Strangers                   | Mr. Rai                   |             |
| 2006 | Shoonya                     | Mahendra Naik             | niewydany   |
| 2006 | Corporate                   | Ritesh Sahani             |             |
| 2005 | Ek Khiladi Ek Haseena       | Kaif                      |             |
| 2005 | Main, Meri Patni Aur Woh    | Akash                     |             |
| 2005 | Dansh                       | Mathew                    |             |
| 2005 | Sarkar                      | Vishnu Nagre              |             |
| 2004 | Silsilay                    | Anwar                     |             |
| 2004 | Deewaar                     | Sohail                    |             |
| 2004 | Black Friday                | Rakesh Maria              |             |
| 2003 | Hazaaron Khwaishein Aisi    | Siddharth Tyabji          |             |
| 2003 | Paanch                      | Luke                      | niewydany   |
| 2002 | Chhal                       | Karan Menon               |             |
| 1999 | Bhopal Express              | Verma                     |             |
| 1995 | Naseem                      | fundamentalista religijny |             |